# 名人錄
名人錄（英語：Who's Who），是出版刊物的一種類型，內容以人名排例，如詞典，陳述社會上有名人物的個人資料，通常獲得當事人授權公開的個人私隱，例如: 出生年份、生日日期、國籍、學歷、職業、榮銜、所屬社會團體、政黨等，都是正面的個人資料。
成功的名人錄最重要是公信力，幕後都是由權威性很強的編輯人員負責，例如報館、政府官方、商會等。 名人錄內容資料必須反覆求證，因為編採人員的名譽都會影響到。
由於力求權威、公信力，在名人錄內可以找到的人物，都會被公認是社會知名人物。至於重要性不足的小人物不會被陳列其中。不過名人錄也有分地區性、分行業性、分黨派的。 例如《台灣名人錄》之內，暫時找不到塔克辛的名字。
至於在搜尋引擎上容易找到的名人錄有《中華名人錄》、《Marquis 名人錄》、《世界傑出名人錄》、《美國名人錄》，及《劍橋名人錄》等。

## 相關
- 傳記
- 百科全書